# Abbaye de Bonlieu (Haute-Savoie)
Pour les articles homonymes, voir Abbaye de Bonlieu.
L'abbaye de Bonlieu est un ancien monastère de moniales bénédictines, fondé au XIe siècle, à Chilly. Au XIIe siècle, elle s'établit à Sallenôves et devient cistercienne. En 1648, elle est fermée et ses occupantes se replient à Annecy.

## Histoire

### Fondation bénédictine
Une première communauté de moniales, alors bénédictines, s'établit au XIe siècle, à Chilly, à quelques kilomètres au sud-est de l'actuel site, dans la vallée du Jamaloup. La communauté s'établit dans la vallée des Usses au début du XIIe siècle, après avoir vu ses bâtiments ruinés par une crue du torrent.

### Intégration à l’ordre cistercien
Elle s'affilie à Cîteaux, vers 1160, à l'initiative du comte de Genève Amédée Ier. Les religieuses de l'abbaye du Betton (dans l'actuelle commune de Betton-Bettonet) viennent alors fonder l'établissement cistercien. L'abbaye du Betton a elle-même été fondée à l’instigation de Pierre II, archevêque de Tarentaise, par la mère (Saintebourge) et la sœur (Friburge) de celui-ci,.
Les religieuses sont protégées par les seigneurs de Sallenove, qui choisissent d'ailleurs d'être enterrés à l'abbaye, mais aussi par le comte de Genève, en l'occurrence Amédée Ier, qui établit la charte de fondation de l'abbaye en 1165. La famille de Sallenôves y apparaît ainsi avec un « Guillaume de Aula Nova, son frère Dalmace, ses fils Hugues et Guillaume »,.

### Au Moyen Âge
Une contestation de la filiation de l'abbaye naît en 1242 : les moniales de l'abbaye Sainte-Catherine du Mont, établies dans un vallon du Semnoz, réfutent leur affiliation à Bonlieu. Les abbés médiateurs détachés pour résoudre le conflit finissent par trouver un compromis dans lequel, contre paiement d'une rente, Sainte-Catherine est détachée de la filiation de Bonlieu. À partir de 1309, Bonlieu devient le lieu de sépulture de la famille de Sallenove.
En 1480, trois abbés de l'ordre cistercien sont délégués pour réformer la vie monastique, particulièrement dévoyée, de l'abbaye de Bonlieu.

### À la Renaissance
L'abbaye est mentionnée par Edmond de Saulieu dans le récit de son voyage depuis la Champagne jusqu'à Rome en septembre 1520, au cours duquel il couche à Bonlieu le 10 de ce mois : 

« Le lieu est povre, situé entre grosse montagne. […] Il y avoit une jeune Abbesse et XII Religieuses toutes bien acoustrées, mais peu sçavans de religion. Et elles furent assez humbles et si promirent de bien vivre, selon qu'elles debvoient. »

Cependant leurs mœurs ne s'étant pas assagies, le Sénat de Savoie leur impose en 1554 une observance plus stricte de la règle. Cependant au siècle suivant, il n'y a guère d'amélioration : les religieuses ne pratiquent plus la clôture monastique et leur situation au bord d'une route fréquentée (la future N 508) pose problème. En outre, le couvent subit deux fois au cours du siècle les exactions des Bernois, auxquelles s'ajoutent deux incendie en 1593 et 1628.

### Transfert à Annecy
De 1602 à 1622 François de Sales, évêque de Genève, devant le peu de ferveur qui règne dans les monastères cisterciens masculins comme féminins, entreprend de les réformer en les établissant en ville où leurs actes pourront plus facilement être surveillés par la hiérarchie ecclésiastique ; il veut aussi de cette manière assurer leur sécurité. Pour Bonlieu, il envisage d'abord une relocalisation à Rumilly. Les religieuses y sont défavorables mais après les menaces de peste à Sallenôves et Contamines, elles ferment le monastère de Bonlieu en 1648 pour se transférer à Annecy au faubourg de Bœuf  où elles s’établissent sommairement en 1648 en installant une chapelle dans une ancienne écurie et en ne laissant à "Bonlieu des champs" qu'une moniale et des domestiques pour la basse-cour, le soin des bêtes et les travaux des champs.
À Annecy, la communauté qui y garde le nom « de Bonlieu » est gérée pendant soixante-sept ans par la même abbesse, nièce de Louise de Ballon. Nommée par le roi mais issue de l'ordre des Bernardines, celle-ci doit renouveler sa profession de foi dans l'Ordre de Citeaux avant de pouvoir prendre ses fonctions. Au cours de ce très long abbatiat le couvent connaît des fortunes diverses : en 1667, il compte 18 professes, 2 novices plus les converses et les domestiques mais à sa mort en 1719 les religieuses écrivent au roi pour solliciter l’autorisation d'élire une abbesse « qui puisse réparer l'extrême pauvreté à laquelle le malheur des temps a réduit le couvent ».
Au XVIIIe siècle, après le rachat de l'abbaye des Bernardines réformées et un bref renouveau la communauté s'essouffle à nouveau.

## Architecture et description
L'abbaye de la vallée des Usses a été édifiée avec le dépouillement architectural propre aux cisterciens. Le seul ornement de sa façade est la très haute fenêtre en plein cintre, car « seule la lumière venue d'en haut mérite d'être glorifiée ». Ni vitrail, ni peinture, ni décor tant à l'intérieur qu'à l'extérieur accompagnent une vie religieuse faite d'ascèse, de prières et de charité. De ces bâtiments aujourd'hui convertis en grange et écurie il ne subsiste que la nef unique à berceau brisé divisée en deux travées. Sur la porte qui séparait le cloître de l'église subsiste le blason et le bénitier. En 1833, les tombes des seigneurs étaient encore visibles.
L'établissement d'Annecy, quant à lui, a totalement disparu pour laisser place aux promenades du Pâquier. Seul son nom perdure encore à travers celui du Centre culturel d'Annecy.

## Filiation et dépendances
Bonlieu est fille de l'abbaye du Betton. Richement dotée entre XIIe siècle et XIIe siècle par les comtes de Genevois, les évêques de Genève, la maison de Savoie, les seigneurs de Sallenôves et autres, l’abbaye gère un véritable fief féodal assez dispersé. Devant l’affluence de vocations elle crée très rapidement une abbaye fille, Notre-Dame du Mont qui deviendra Sainte-Catherine où émigrent plusieurs moniales.

## Les abbesses de Bonlieu

### À Sallenôves
- Algarde (1165-…) fondatrice venue de Tamié

- Péronnette de Salleneuve (1370-1410)
- Jeanne de Salleneuve (1460-1499)
- Charlotte de Mareste de Lucey (1587-1594),
- Éléonore de Mareste (1639-1648), belle-sœur de Louise de Ballon, assure la translation du couvent au faubourg du Bœuf à Annecy.

### À Annecy
- Éléonore de Mareste (1648-1652).
- Jeanne Thérèse de Mareste (1652-1719), Benardine réformée nièce de Louise de Ballon, y reste abbesse pendant soixante-sept ans[19].